# Borháncs

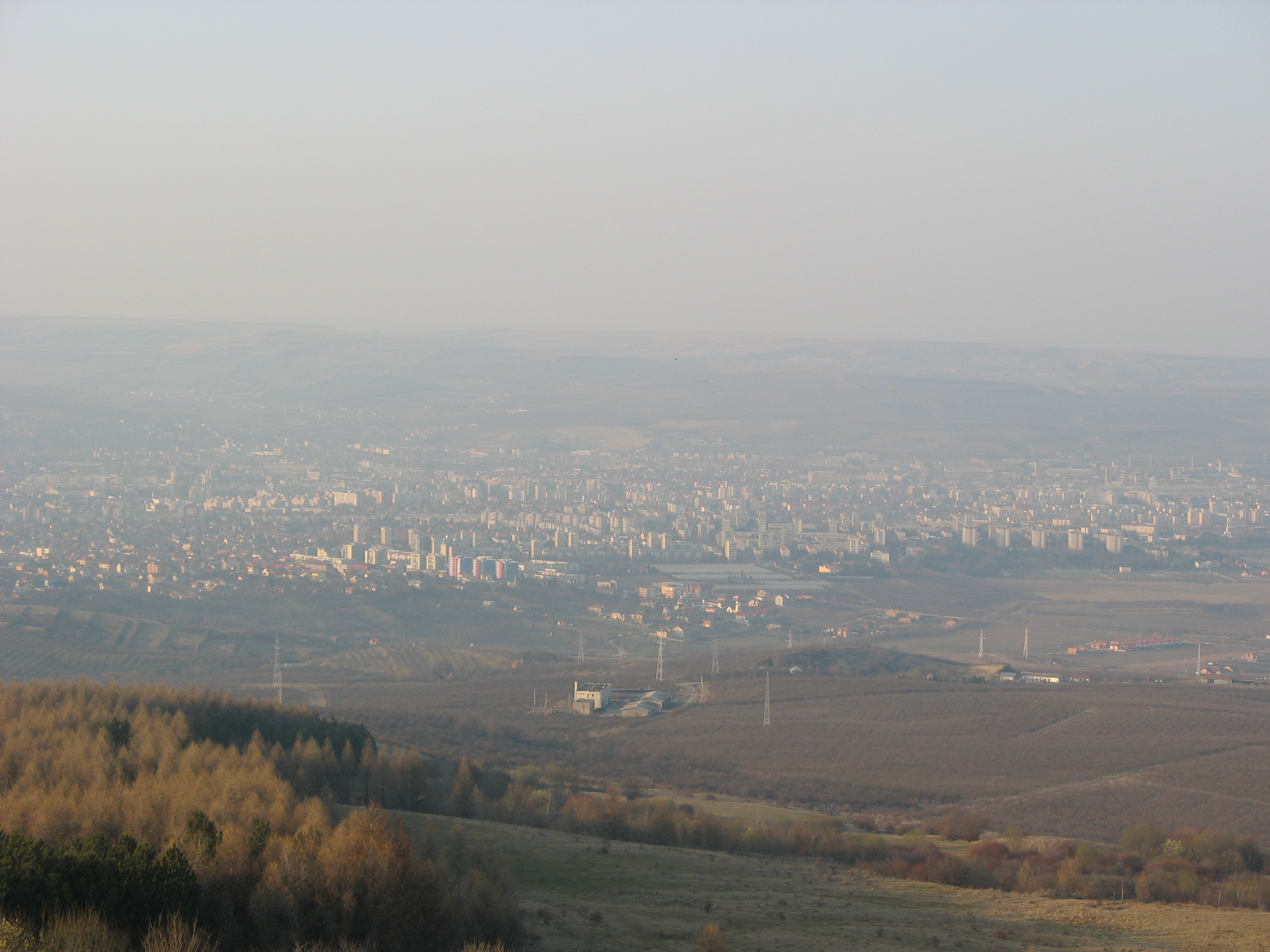
Kolozsvár látképe az erdőfeleki útról. A városnegyed a kép középső részén, a völgy bejáratánál látható háznegyed.

Borháncs (románul: Borhanci) Kolozsvár délkeleti határa, egyik új városnegyede.

## Fekvése
Nyugatról a Kanta-patak, az ennek bal partján fekvő Szent Jakab tere és a Békás-patak, északról az Eperjes tere, keleten pedig a Nagyszopori-patak illetve Nagyszopor határolja. Déli része Erdőfelek területével szomszédos. Legmagasabb pontja 477 méter.

## Nevének eredete
Első említése egy 1596-os dokumentumból származik „Borhanch oldalan egy hold feold”. 1665-ben Barhant néven jelenik meg. Nevét Borháncs formában a 19. század második felétől kezdik használni. Szabó T. Attila szerint a név esetleg a város közelében létezett kis szász település emlékét őrzi, de erre nincs bizonyíték. Györffy György munkája, Az Árpád-kori Magyarország történeti földrajza nem említ ilyen nevű Kolozs vármegyei Árpád-kori települést. Amennyiben a név eredete mégis szász gyökerekre vezethető vissza, valószínűleg a holland-flamand barg (ejtve bárgh) szó többes számú alakjából származhat, aminek jelentése ártányok. Mivel az ártány megnevezést nem csak herélt, hanem kan disznókra is használták, valószínűsíthető, hogy a terület egykor vadkanok, vaddisznók által látogatott hely lehetett. A holland barg azonban oldalfal nélküli szénatárolót is jelent, valószínűsíthető, hogy a Barhant nevű hely jó kaszáló volt.

## Borháncs-telep

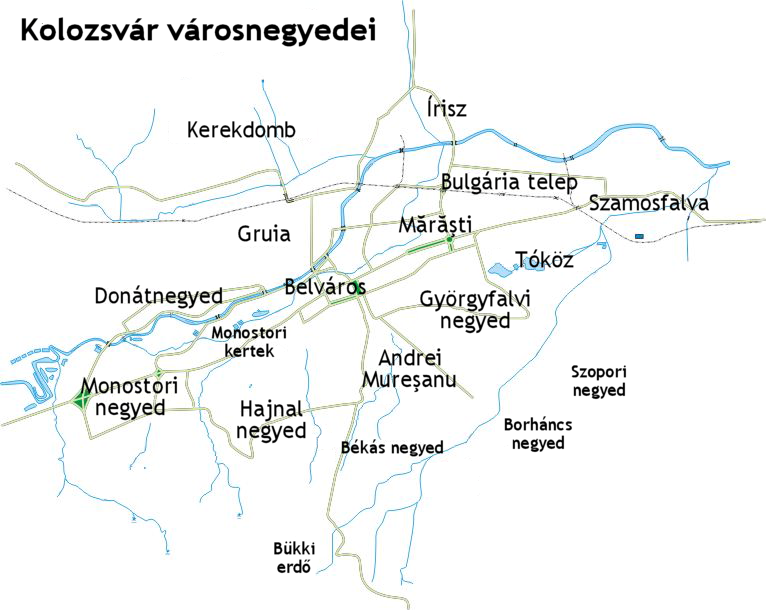
Kolozsvár városnegyedei

Az 1800-as évek végén a Borháncson, a Borháncsi út mentén kialakult néhány házból álló telep. 1902-ben 17, 1944-ben pedig már 106 lakosa volt. Az 1930-as években Borháncs-tanyának, később egyszerűen Borháncsnak mondták. Fő útvonala a györgyfalvi útba torkolló Borháncsi út (románul str. Borhanci). A 2000-es évek elején a kolozsvári ingatlan-építési láz egyik kiemelt területe volt, ennek köszönhetően jelentős része beépült. Egyike a város öt új, 2000 után kialakult negyedének.